# Tasata tigris
Tasata tigris là một loài nhện trong họ Anyphaenidae.
Loài này thuộc chi Tasata. Tasata tigris được Cândido Firmino de Mello-Leitão miêu tả năm 1941.